# Rue des Filles-Dieu (Reims)
La  rue des Filles-Dieu  est une voie de la commune de Reims, située au sein du département de la Marne, en région Grand Est.

## Situation et accès
La rue des Filles-Dieu appartient administrativement au quartier centre-ville de Reims.
Cette rue à sens unique relie la rue Saint-Symphorien à la rue Diderot.

## Origine du nom
Elle porte le nom d'une ancienne institution des Filles-Dieu de la ville. Cette ancienne institution s'occupait des femmes de mauvaise vie et des miséreux depuis 1226.

## Historique
Elle a été plus longue, sa partie disparue en 1932 fut intégrée à la rue de Montoison.